# 2NE1
2NE1 (hangul: 투애니원) är en sydkoreansk tjejgrupp bildad 2009 av YG Entertainment som officiellt upplöstes i november 2016 men som släppte en sista singel i januari 2017. 2024 återförenades gruppen under sitt förra bolag YG ENTERTAINMENT 
Gruppen består av de fyra medlemmarna Park Bom, Sandara Park, CL och Minzy.

## Karriär
2NE1 debuterade i en Cyon-reklam med Big Bang för LG Telecom. Deras egen debutsingel "Fire" släpptes den 6 maj 2009.
2NE1 har även väckt intresse internationellt. Bland annat har de fått will.i.am från Black Eyed Peas att uppmärksamma dem. Detta ledde till att han kontaktade dem genom ett personligt videomeddelande och berättade hur han gärna skulle vilja producera ett album tillsammans med dem till deras framtida USA-debut.
Ursprungligen bestod gruppen av fyra medlemmar, CL (ledaren), Bom, Dara och Minzy. Minzy lämnade gruppen i april 2016. Bom är äldst (född 1984), följd av Dara (1984) och CL (1991). De har under en längre tid släppt två minialbum och ett fullängdsalbum. 2NE1 hade sin första solokonsert med namnet NOLZA den 26, 27 och 28 augusti 2011.
De debuterade i Japan i september 2011 genom att först släppa sin hitlåt "I Am the Best" i japansk version. Senare släpptes "Hate You", "Ugly" och "Lonely". Efter deras enskilda släpp, släpptes 2NE1s första minialbum NOLZA, som innehöll deras redan släppta singlar och även hitsingeln "Don't Stop the Music". Albumet landade på första plats på Japans nationella albumlista Oricon redan första dagen. I slutet av veckan hade albumet också tagit första platsen på Oricons veckolista.
2NE1 släppte sin första japanska singel "Go Away" den 18 november 2011. Singeln landade på nionde plats på Oricons dagliga lista.
Senare släpptes även den andra japanska singeln "It Hurts (Slow)".
2NE1 har vunnit priset för "Best New Band in the World" av MTV Iggy genom en framröstning av människor runt om i världen. Därför framträdde 2NE1 för amerikanska fans på Times Square i New York den 12 december 2011 som en hyllning.
2NE1 splittrades officiellt 25 november 2016.
21 juli 2024 gick YG Entertainment ut med att gruppen valt att återförenas inför sitt 15 år jubileum sen dem debuterade år 2009 och planerar konserter i bl.a. Seoul, Tokyo och Osaka med fler globala konserter planerade för 2025

## Medlemmar
| Artistnamn   | Artistnamn | Födelsenamn  | Födelsenamn | Födelsedatum     | Medlemstid |
| Romanisering | Hangul     | Romanisering | Hangul      | Födelsedatum     | Medlemstid |
| ------------ | ---------- | ------------ | ----------- | ---------------- | ---------- |
| Park Bom     | 박봄       | Park Bom     | 박봄        | 24 mars 1984     | 2009-2016  |
| Sandara Park | 산다라박   | Park Sandara | 박산다라    | 12 november 1984 | 2009-2016  |
| CL           | 씨엘       | Lee Chae-rin | 이채린      | 26 februari 1991 | 2009-2016  |
| Goog Min-ji  | 공민지     | Gong Min-ji  | 공민지      | 18 januari 1994  | 2009-2016  |

## Diskografi

### Album
| Albuminformation                                      | Topplacering          | Topplacering   |
| Albuminformation                                      | Sydkorea (Gaon Chart) | Japan (Oricon) |
| Koreanska                                             | Koreanska             | Koreanska      |
| ----------------------------------------------------- | --------------------- | -------------- |
| 2NE1 1st Mini Album (EP-skiva) - Släppt: 8 juli 2009  | 1                     | 24             |
| To Anyone (Studioalbum) - Släppt: 9 september 2010    | 1                     | 27             |
| 2NE1 2nd Mini Album (EP-skiva) - Släppt: 28 juli 2011 | 1                     | 26             |
| Crush (Studioalbum) - Släppt: 26 februari 2014        | 2                     | 36             |
| Japanska                                              |                       |                |
| Nolza (EP-skiva) - Släppt: 21 september 2011          | —                     | 1              |
| Collection (Studioalbum) - Släppt: 28 mars 2012       | —                     | 5              |
| Crush (Studioalbum) - Släppt: 25 juni 2014            | —                     | 4              |

### Singlar
| År        | Titel                     | Topplacering          | Topplacering   |
| År        | Titel                     | Sydkorea (Gaon Chart) | Japan (Oricon) |
| Koreanska | Koreanska                 | Koreanska             | Koreanska      |
| --------- | ------------------------- | --------------------- | -------------- |
| 2009      | "Lollipop" (med Big Bang) | —                     | —              |
| 2009      | "Fire"                    | —                     | —              |
| 2009      | "I Don't Care"            | —                     | —              |
| 2010      | "Try to Follow Me"        | 1                     | —              |
| 2010      | "Clap Your Hands"         | 3                     | —              |
| 2010      | "Go Away"                 | 1                     | —              |
| 2010      | "Can't Nobody"            | 2                     | —              |
| 2010      | "It Hurts (Slow)"         | 4                     | —              |
| 2011      | "Lonely"                  | 1                     | —              |
| 2011      | "I Am the Best"           | 1                     | —              |
| 2011      | "Hate You"                | 3                     | —              |
| 2011      | "Ugly"                    | 1                     | —              |
| 2011      | "Don't Stop the Music"    | 3                     | —              |
| 2012      | "I Love You"              | 1                     | —              |
| 2013      | "Falling in Love"         | 1                     | —              |
| 2013      | "Do You Love Me"          | 3                     | —              |
| 2013      | "Missing You"             | 1                     | —              |
| 2014      | "Come Back Home"          | 1                     | —              |
| 2014      | "Gotta Be You"            | 3                     | —              |
| 2017      | "Goodbye"                 | 23                    | —              |
| Japanska  |                           |                       |                |
| 2011      | "Go Away"                 | —                     | 12             |
| 2012      | "Scream"                  | —                     | 14             |
| 2012      | "I Love You"              | —                     | 5              |